# Hyphessobrycon compressus
Hyphessobrycon compressus és una espècie de peix de la família dels caràcids i de l'ordre dels caraciformes.

## Morfologia
- Els mascles poden assolir 4,4 cm de llargària total.[2]

## Hàbitat
Viu a àrees de clima tropical entre 23 °C - 26 °C de temperatura.

## Distribució geogràfica
Es troba a Mèxic: conca del riu Papaloapam.